# Daewoo K2
Das K2 ist ein südkoreanisches Sturmgewehr. Es wurde 1977 von Daewoo entwickelt und wird bis heute produziert. Ab 1984 ersetzte es bei den südkoreanischen Streitkräften das M16.

## Technik
Die Technik ist der des M16 ähnlich, bis auf das Gassystem: Das K2 besitzt ein Gasgestänge, während der Gasdruck beim M16 direkt auf den Verschluss wirkt. Grund für diese Änderung waren die vielen schlechten Erfahrungen, welche die südkoreanischen Soldaten im Vietnamkrieg mit dem direkten Gassystem des M16 gemacht haben (siehe dazu: Zuverlässigkeit des M16). Der Auswerfer ist fest wie bei der AK-Serie, was einen zuverlässigeren Auswurf begünstigt. Das K2 hat, wie viele heutige Waffen, einen Drehkopfverschluss. Der Handschutz ähnelt stark dem des FN-FNC-Sturmgewehrs inklusive des Hitzeschilds. Die Schließfeder wurde der des Armalite AR-18 nachempfunden, was es ermöglicht, die Schulterstütze umzuklappen, da die Feder nicht in den Schaft der Waffe reicht.
Die Waffe kann mit einem 40-mm-Granatwerfer ausgerüstet werden und verwendet STANAG-Magazine.
Zudem besteht die Möglichkeit, eine Picatinny-Schiene am oberen Gehäuse anzubringen. Bei neueren Versionen wird der Handschutz ebenfalls mit Schienen versehen, was die Verwendung von Optiken, Lasern, Lampen etc. ermöglicht.

## Galerie

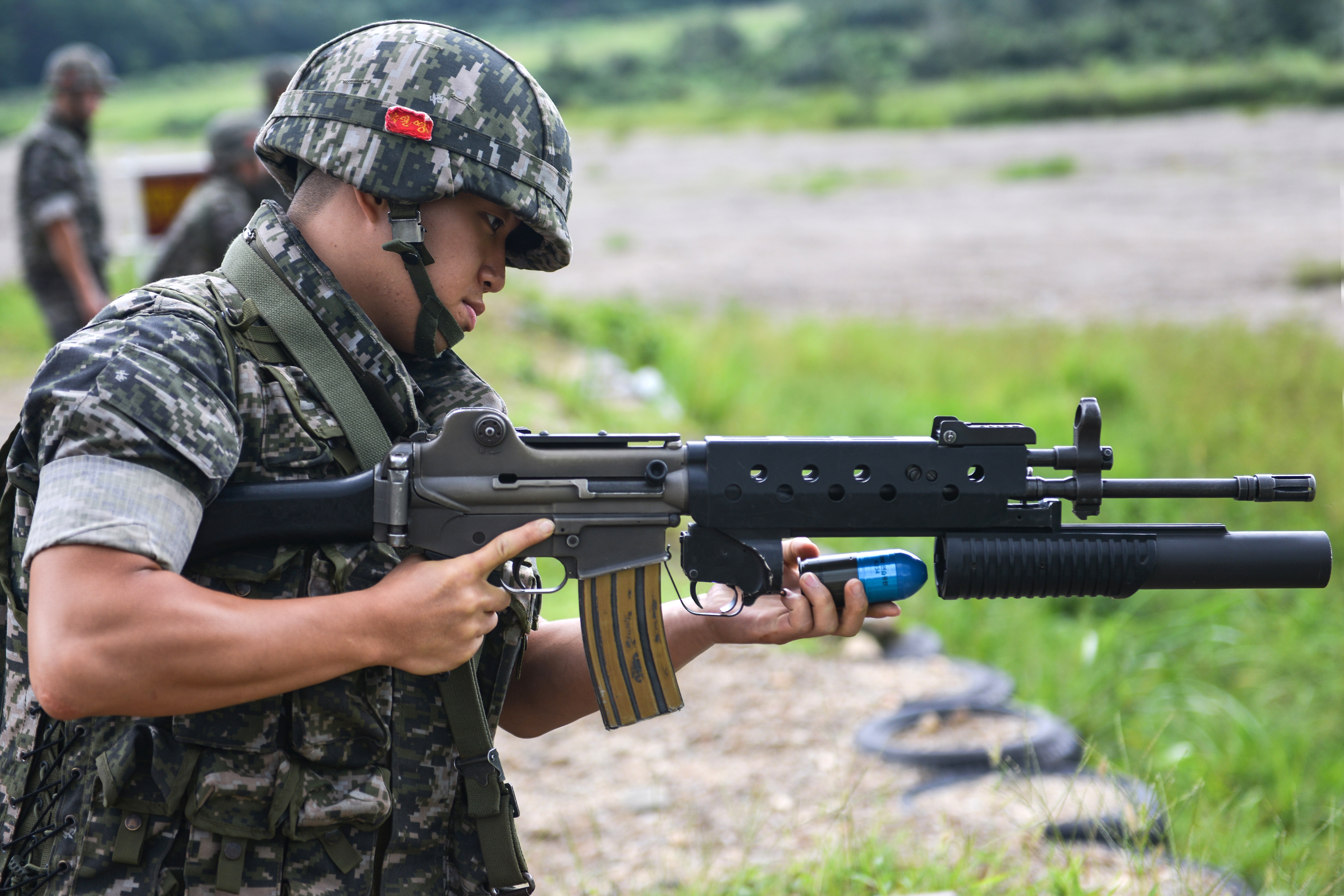
K2 mit Unterlauf-Granatwerfer K201
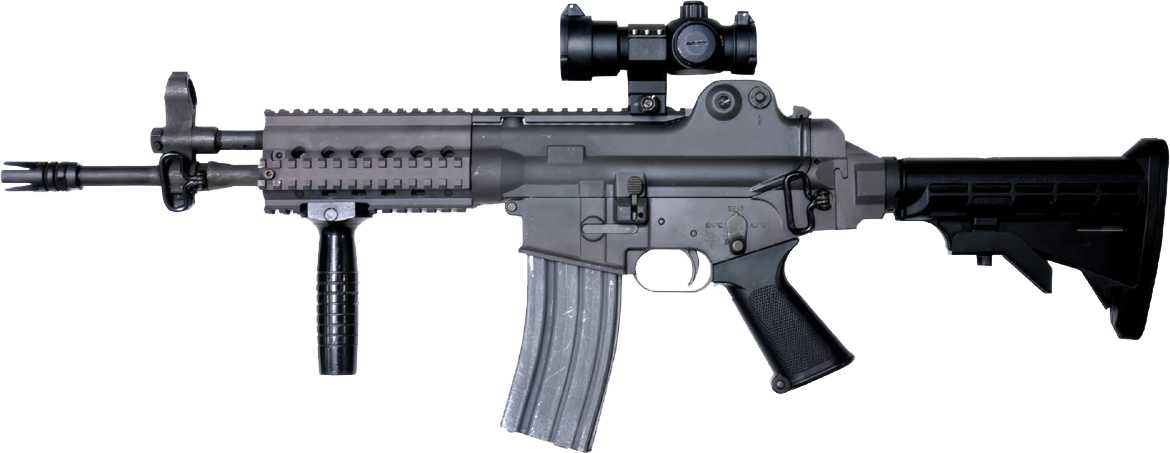
K2C Carbine
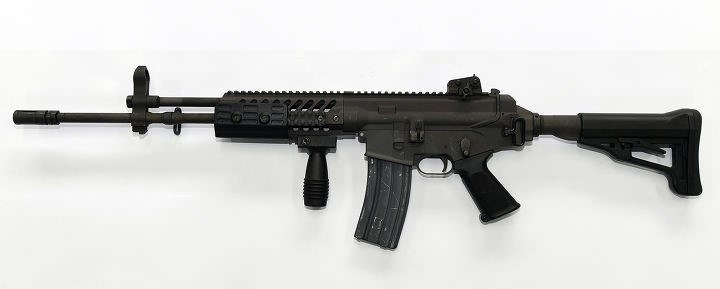
K2C1